# Wilhelm Barge
Johann Heinrich Wilhelm Barge (* 23. November 1836 in Wulfsahl, Dannenberg; † 16. Juli 1925 in Hannover) war ein deutscher Flötist.
Wilhelm Barge war aufgrund seiner bäuerlichen Herkunft Autodidakt auf der Querflöte. 1854 trat er als Militärmusiker in das Hannoversche Leibregiment ein. 1861 erhielt er eine Stelle als Flötist am Horchester in Detmold. 1867 wechselte er als Soloflötist an das Theater- und Gewandhausorchester Leipzig und blieb bis 1895 in dieser Position. Von 1881 bis 1908 lehrte er am Konservatorium Leipzig.

## Werke
- Praktische Flötenschule 1880
- Orchester-Studien (9 Hefte). Leipzig 1875
- Vier Charakterstücke op. 2 für zwei Flöten, Leipzig 1899
- Réverie mélancolique op. 3, 1907
- W. A. Mozart, op. 75 Sechs Duette für zwei Flöten (Bearbeitung)
- Kritische Ausgabe der musikalischen Werke Friedrichs des Großen, 1893

| Personendaten    | Personendaten                                       |
| ---------------- | --------------------------------------------------- |
| NAME             | Barge, Wilhelm                                      |
| ALTERNATIVNAMEN  | Barge, Johann Heinrich Wilhelm (vollständiger Name) |
| KURZBESCHREIBUNG | deutscher Flötist                                   |
| GEBURTSDATUM     | 23. November 1836                                   |
| GEBURTSORT       | Wulfsahl, Dannenberg                                |
| STERBEDATUM      | 16. Juli 1925                                       |
| STERBEORT        | Hannover                                            |